# Đạo mộ bút ký (phim)
Đạo mộ bút ký (tiếng Trung: 盗墓笔记, tiếng Anh: The Lost Tomb) là  là một Bộ phim truyền hình trực tuyến Trung Quốc năm 2015 được chuyển thể từ Quyển 1: phần Thất tinh Lỗ vương cung (七星鲁王宫) trong bộ Tiểu thuyết Đạo mộ bút ký của nhà văn Trung Quốc Nam Phái Tam Thúc. Phim khởi quay vào tháng 8 năm 2014 và kết thúc vào tháng 11 cùng năm, được công chiếu vào ngày 12 tháng 6 năm 2015 trên dịch vụ phát trực tuyến iQiyi và Viki.

## Giới thiệu
Đạo mộ bút ký thuộc thể loại phim phiêu lưu và hành động. Ngô Tà (Lý Dịch Phong đóng) là chủ của một cửa hàng đồ cổ, xuất thân trong một gia đình chuyên đạo mộ. Khi anh cùng với gia đình tham gia vào một vụ đạo mộ thì đã phát hiện ra một ngôi mộ có từ thời Chiến Quốc và những bí ẩn xung quanh nó. Với sự giúp đỡ từ những ghi chép cũ của ông mình cùng thành viên trong nhóm gồm Trương Khởi Linh (Dương Dương đóng), Bàn Tử (Lưu Thiên Tá đóng), chú Ba Ngô Tam Tỉnh (Trương Trí Nghiêu đóng), Phan Tử (Ngụy Ngụy đóng) và A Ninh (Đường Yên đóng).

## Nội dung
Ngô Tà và High Jr đến Nội Mông tìm được một văn vật đầu trâu đem về nộp cho quốc gia. Trên đường đi thì bị một nhóm trộm mộ do A Ninh đứng đầu truy đuổi nhằm cướp văn vật. Trong lúc chạy trốn, cả hai được Vương Bàn Tử và Trương Khởi Linh giải cứu nên thoát được
Sau khi về lại Hàng Châu. Ngô Tà và High Jr ẩn danh nộp đầu trâu cho Sở văn vật quốc gia và tình cờ phát hiện ra trong bao tải đựng đầu trâu là vải may hai lớp, bên trong có ẩn giấu nửa mảnh sách lụa. High Jr đăng thông tin về nửa mảnh sách lụa mà mình có được lên Internet hy vọng tìm được người có thông tin. Sau cùng, gặp được Trần Thừa Trừng có được nữa mảnh sách lụa còn lại ở trong di vật của cô mình để lại mà ghép thành bản hoàn chỉnh. Tuy sách lụa đã được ghép hoàn chỉnh nhưng viết bằng văn tự Tây Hạ kiểu văn tự thời kỳ đầu của tộc Người Nữ Chân nên Ngô Tà không đọc được.
Ngô Tà nhờ chú ba của mình là Ngô Tam Tỉnh hỗ trợ thì được biết đây là họa tự. Hoạ tự này vẽ ra bản đồ của một ngôi mộ cổ (Thất tinh Lỗ vương cung) là một ngôi mộ Thời chiến quốc. Tuy nhiên,  Ngô Tà không tin tưởng Ngô Tam Tỉnh vì chú ba là đạo mộ, sợ ảnh hưởng đến văn vật nên không muốn chú Ba tiếp tục nhúng tay vào dịch họa tự này.
Do nhóm người A Ninh trộm được sách lụa, bắt cóc Trần Thừa Trừng nên Ngô Tà buộc phải nhờ chú Ba dịch họa tự thành tấm Bản đồ hoàn chỉnh để tìm ra ngôi mộ trước nhằm bảo vệ văn vật khỏi tay bọn trộm mộ và giải cứu Trần Thừa Trừng. Sau khi giải xong và xác định được vị trí của lăng mộ, Ngô Tà cùng mọi người lên đường. Do chuyến đi nguy hiểm, chú Ba nhờ thêm một số cao thủ đi theo hỗ trợ như Phan Tử, Tiểu Ca (tức Trương Khởi Linh - người đã cứu Ngô Tà và High Jr ở Nội Mông).
Trên đường đi vào lăng mộ, nhóm người phải đi qua một thủy đạo động (một cái hang có dòng sông chảy qua tạo thành đường đi thông suốt). Theo dòng nước đi sâu vào trong hang động phát hiện hai quan tài băng. Đó là nơi trú ngu của đám thi biệt  - Một loại côn trùng lưỡng cư chuyên ăn xác chết cùng chỗ tích thi (nơi chứa Xác chết). Nhờ Tiểu Ca dùng máu của mình mà đám thi biệt không dám lại gần nên cả đội thuận lợi vượt qua được thủy đạo động đến một ngôi làng tìm nơi nghỉ chân. Tại đây, cả đoàn gặp lại Trần Thừa Trừng. Trần Thừa Trừng không bị bắt cóc mà do chú ba không đồng ý để cô tham gia nên cô lén đi đến đây trước. Theo bản đồ, cả đội đến được nơi có lăng mộ. High Jr cùng Trần Thừa Trừng ở trên mặt đất chi viện. Ngô Tà, chú ba, Tiểu Ca, Phan Tử cùng vào lăng mộ. Xuống được lòng đất, Tiểu Ca tìm ra được viên gạch trên cơ quan của bức tường bên trong chứa axit chua gây cháy để cả nhóm đi vào bên trong an toàn. Bọn họ tìm được một văn bia cổ trên đó ghi lại cuộc đời còn sống của một vương hầu Nước Lỗ. Từ khi sinh ra, người này đã sở hữu một chiếc Quỷ ấn có thể sai khiến Âm binh từ địa ngục giúp ông ta bách chiến bách thắng trên sa trường được phong làm Lỗ Thương Vương. Một ngày nọ, Lỗ Thương Vương phải trở về Địa ngục tiêu diệt một con quỷ nhỏ làm loạn. Nhà vua đồng ý cho Lỗ Thương Vương đi và cho xây dựng địa cung này để bảo quản xác của ông ấy. Cả đoàn đi tiếp thì gặp Thất tinh nghi quan (7 chiếc Quan tài xếp theo hình Nhóm sao Bắc Đẩu trong đó chỉ có 1 quan tài là mộ thật, 6 cái còn lại là cơ quan). Trong lúc đang tìm hiểu thông tin, cả đoàn bị lạc nhau. Ngô Tà tìm được một hang động có đám thi biệt và chạy trốn. Trên đường đi, anh gặp lại Phan Tử và Vương Bàn Tử (Vương Bàn Tử sau lần gặp ở Nội Mông thì luôn lén đi theo nhóm người Ngô Tà tới đây) và Tiểu Ca. Tiểu Ca cứu cả nhóm khỏi thi biệt và Huyết thi(血屍). Cả nhóm tiếp tục đi tìm chú ba, đi một đoạn thì đến một khu lăng mộ khác thời Tây Chu. Vương Bàn Tử giải thích cho Ngô Tà hiểu đây là Tàng long huyệt - chỉ cần mệnh lý hài hòa, bố trí phù hợp thì dựa theo Phong thủy sẽ rất tốt. Mộ thật của Lỗ Thương Vương sẽ nằm tại khu mộ Tây Chu này. Cả đội lại tiếp tục đi và gặp A Ninh. Nhóm người đi cùng A Ninh xuống tìm mộ đã chết hết. Trên mặt đất, nhóm người của A Ninh bắt giữ High Jr cùng Trần Thừa Trừng.
Ở dưới mộ, cả nhóm đi đến Cửu đầu Xà bách và gặp lại chú ba. Vương Bàn Tử tình cờ phát hiện ra hai thi thể: một nữ thi trẻ, thân thể không hề có dấu hiệu thối rữa. Thi thể đàn ông nằm ở một bên thì mang một cái mặt nạ đồng đen hình mặt Hồ Ly, toàn thân khoác một bộ giáp sắt bó sát người, hai tay đặt trước ngực, trong tay giữ một cái hộp tử kim. Chú ba phát hiện trong thi thể nữ ngậm một chìa khóa đồng khảm châu ngọc. Khi lấy chìa khóa ra, thi thể nữ cũng hóa thành xác khô. Chú ba phát hiện thi thể nam này là thi thể của Hồ ly mắt xanh. Trên tay có cầm một chiếc hộp nhìn bề ngoài rất giống với Ngân Lăng Lục Đỉnh thu nhỏ trong số Bát trọng bảo hàm (một bộ hộp gồm có 8 lớp, dùng để thờ phụng xá lị của Thích-ca Mâu-ni, do Đường Ý Tông ban tặng. Hộp làm bằng những chất liệu quý giá: vàng, bạc, ngọc và gỗ đàn hương, điêu khắc tinh tế. Ngân Lăng Lục Đỉnh chính là hộp ngoài cùng, làm bằng Gỗ đàn hương), chỉ có điều kích thước nhỏ hơn rất nhiều. Thời điểm đó Phật giáo còn chưa được truyền vào Trung Quốc, thứ này chắc chắn không thể chứa Xá lị.
Trong lúc cả nhóm định dùng chìa khóa mở hộp thì Huyết thi đuổi đến nơi. Tiểu Ca đánh bại Huyết thi. Lúc này, Ngô tà trúng độc của bọ ăn thịt gần chết. Tiểu Ca tìm được trên xác của Hồ ly mắt xanh một miếng Kỳ Lân Kiệt cho Ngô Tà ăn. Ngô Tà sau khi khỏe lại tiếp tục tìm kiếm đường trở ra thì vô tình ấn vào một cơ quan làm xuất hiện một quan quách (Quách là tầng bao ngoài quan tài, thường làm bằng những chất liệu cứng và bền như đá và kim loại để bảo vệ quan tài, không giống quan tài thường làm bằng gỗ. Quan quách = quan tài + quách) từ bên trong Cửu đầu Xà bách. Cả nhóm bắt đầu mở từng lớp quách, quan tới lớp cuối cùng thì phát hiện một người còn sống do mặc Ngọc dũng. Tiểu Ca bóp cổ chết người này và nói với cả nhóm dưới đáy quan tài có một chiếc hộp tử ngọc, trong đó sẽ có lời giải đáp về thân thế của người này. Hộp không khóa, mở ra là thấy ngay một cuộn lụa tơ tằm dát vàng, từng sợi từng sợi đều nạm tơ vàng, được bảo tồn khá nguyên vẹn, trải rộng ra có thể nhìn thấy một hàng chữ "Minh Công Thương Vương Địa Thư" viết từ trái sang, ngoài ra bên cạnh còn chi chít những chữ nhỏ. Ngô Tà chỉ đọc được đoạn Lỗ Thương Vương lấy được Quỷ ấn và quá trình tìm ra Ngọc dũng sau đó bị Thiết Diện sinh cướp đoạt. Đọc đến đây, Tiểu Ca nhắc cả nhóm trời đã tối, phải nhanh chóng rồi khỏi đây. Ngô Tà vô tình giết chết Thi biệt vương làm cả đàn thi biệt kéo đến. Cả đội an toàn trèo lên Cửu đầu Xà bách thoát khỏi lăng mộ. Sau khi lên mặt đất, mọi người dùng xăng đốt đám thi biệt để không gây hại cho dân làng tại đây.
Cả đội chia tay nhau, Ngô Tà cùng chú ba, High JR và Trần Thừa Trừng về lại Hàng Châu. Trước lúc rồi khỏi lăng mộ, Ngô Tà đã mang về chiếc hộp tử kim của thi thể nam và chìa khóa của thi thể nữ nhầm tìm cách mở hộp.  Đây là hộp mê cung, phải biết mật mã mới mở được. Ngô Tà bỗng nhớ đến dãy số 02200059 được chạm nổi trên dây lưng của một người Mỹ trong đoàn đạo mộ của nhóm A Ninh thì hộp mở ra thành công. Bên trong hộp là Xà mi đồng ngư. Ngô Tà hỏi chú ba về nguồn gốc của Xà mi đồng ngư nhưng chú không nói mà nói muốn biết thì đi hỏi Hoắc lão thái thái trong Lão Cửu Môn. Ngô Tà, High JR và Trần Thừa Trừng đến Bắc Kinh tìm Vương Bàn Tử để trợ giúp. Mọi người lẻn được vào trong hội đấu giá tại khách sạn Tân Nguyệt và gặp được Hoắc lão thái thái. Tuy nhiên, Ngô Tà không hỏi được thông tin gì, nhưng anh gặp lại được hai người bạn thuở nhỏ là Hoắc Tú Tú và Giải Vũ Thần. Trên đường về lại Hàng Châu, Trần Thừa Trừng đánh ngất và trói Ngô Tà, High Jr nhằm buộc chú ba giao Xà mi đồng ngư. Đúng là Trần Văn Cẩm có một người cháu gái là Trần Thừa Trừng nhưng đây không phải là cháu gái thật mà là người mạo danh. Cô ta cùng với A Ninh là cùng một nhóm người do Cầu Đức Khảo thuê đào mộ. Ngô Tà, High Jr chạy thoát được và về lại Hàng Châu. Ngô Tà phát hiện chú ba đã biến mất cùng với Xà mi đồng ngư.

## Diễn viên

### Diễn viên chính
| Diễn viên         | Vai diễn         |
| Lý Dịch Phong     | Ngô Tà           |
| Đường Yên         | A Ninh           |
| Dương Dương       | Trương Khởi Linh |
| Lưu Thiên Tá      | Vương Bàn Tử     |
| Trương Trí Nghiêu | Ngô Tam Tỉnh     |
| Ngụy Ngụy         | Phan Tử          |

### Diễn viên phụ
| Diễn viên         | Vai diễn                 | Giới thiệu |
| Tôn Diệu Kỳ       | Trần Thừa Trừng          | Là cháu của Trần Văn Cẩm. Có dì là Trần Văn Cẩm với Ngô Tam Tĩnh là người tình, đã bị mất tích chưa tìm ra. Cô và High Jr đều là thành viên trong đội của Ngô Tà, và hỗ trợ giải câu đố cho cuộc truy tìm kho báu. |
| Lý Thần Hạo       | High Jr                  | Là bạn học đại học của Ngô Tà, anh ấy đam mê và tận tụy, theo suốt con đường cho sự nghiệp bảo vệ kho báu của bạn mình.                                                                                            |
| Trương Hiểu Thần  | Giải Vũ Thần             | Thiếu gia cai quản Lão Cửu Môn, nghệ danh Giải Ngữ Hoa do Ngô Tà đặt. |
| Dĩnh Nhi          | Hoắc Tú Tú               | Con cháu của Lão Cửu Môn, cháu gái của Hoắc Linh. Ngô Tà nhận xét cô là "giống hồ ly", "Cổ linh tinh quái". Cùng Ngô Tà, Giải Vũ Thần là bạn chơi thuở nhỏ.                                                        |
| Trịnh Phối Phối   | Hoắc Tiên Cô             | Một trong những thành viên của Lão Cửu Môn. Mẹ của Hoắc Linh, bà của Hoắc Tú Tú. |
| Lý Hân Lượng      | Lục Thái                 | Người của trại Vu Á Ninh, không rõ là bạn hay thù... |
| Lý Diệu Cảnh      | Đại Thành                | |
| La Mễ             | Tiểu Thúy                | Khách mời |
| Tôn Hiểu Phàm     | Tiểu Thất                | Khách mời |
| Từ Ái Mẫn         | Đông Tử                  | Khách mời |
| Lão Thái          | Hoàng Vệ                 | Cameo |
| Tiêu Binh         | Thuyền phu               | Khách mời |
| Mã Tiệp           | Người đàn ông trung niên | Cameo |
| Vương Thiên Trạch | Em bé                    | Khách mời |
| Hoàng Minh        | Vua Thương nước Lỗ       | |
| Lô Tinh Vũ        | Quân công nước Lỗ        | |
| Tô Thanh          | Dao Quang                | |
| Lưu Xán           | Người đeo mặt nạ sắt     | [ 4 ] |
| Dương Lung        | Hồ ly mắt xanh           | |
| Mã Tịnh           | Như Nguyệt               | |